# Lipetsky (huyện)
Huyện Lipetsky (tiếng Nga: ? райо́н) là một huyện hành chính tự quản (raion), của Tỉnh Lipetsk, Nga. Huyện có diện tích 1534 kilômét vuông, dân số thời điểm ngày 1 tháng 1 năm 2000 là 49400 người. Trung tâm của huyện đóng ở Lipetsk.